# Epicauta selanderorum
Epicauta selanderorum är en skalbaggsart som beskrevs av Werner 1958. Epicauta selanderorum ingår i släktet Epicauta och familjen oljebaggar. Inga underarter finns listade i Catalogue of Life.